# CIES
La Commissione povertà o Commissione di Indagine sull'Esclusione Sociale (CIES), è una commissione governativa che esiste dal 1984 con il compito di studiare le soluzioni contro la esclusione sociale, concetto che comprende la povertà e l'emarginazione sociale, formulando annualmente un rapporto al Governo che entro il 30 giugno riferisce al Parlamento.

## Denominazione
Il nome con cui è comunemente chiamata è "commissione povertà".
Definizioni legali:
- Commissione di Indagine sulla povertà e sull'emarginazione. Nome attribuitole dalla Legge istitutiva (Legge n. 354, del 22 novembre 1990)
- Commissione di Indagine sull'Esclusione Sociale (CIES). Nome attribuitole dalla  Legge (n. 328, dell'8 novembre 2000)

## Rapporto Rovati 2005
L'ultimo rapporto pubblicato è quello del Presidente Rovati, nel luglio 2006, intitolato "rapporto sulle politiche contro la povertà e l'esclusione sociale". (scaricabile Rapporto Rovati 2005 - formato Pdf). È una ampia panoramica della povertà italiana nel 2004 esaminata nel contesto europeo.
Tra i rilevamenti statistici generali sulla povertà emergono:

### Numero famiglie italiane in povertà
Tab. 1.2: nel 1994 le famiglie in condizioni di povertà relativa erano 2.000.674, pari all'11,7% delle famiglie residenti, pari a 7.000.588 individui, ed al 13,2% dell'intera popolazione

### Soglia di povertà relativa
Tab. 1.1: nel 2004, la soglia di povertà o Linea di povertà corrispondente alla spesa media mensile familiare in consumi in base al numero dei componenti di una famiglia, era la seguente:
| Componenti famiglia | Soglia povertà |
| ------------------- | -------------- |
| 1                   | 551,99         |
| 2                   | 919,98         |
| 3                   | 1.223,57       |
| 4                   | 1.499,57       |
| 5                   | 1.747,96       |
| 6                   | 1.987,16       |
| 7                   | 2.207,95       |

### Ripartizione geografica
Tab. 1.2: ripartizione geografica sempre riferita al 2004
| Ripartizione geografica | 2003 | 2004 |
| ----------------------- | ---- | ---- |
| Nord                    | 24,3 | 19,2 |
| Centro                  | 10,5 | 12,1 |
| Sud                     | 65,1 | 68,7 |

## Nomina della commissione
La Commissione è nominata  per un periodo di tre anni, con decreto del Ministero del lavoro e delle politiche sociali.

### Presidenti
- Ermanno Gorrieri 1984-1985
- Giovanni Sarpellon 1986-1993
- Pierre Carniti 1993-1998
- Chiara Saraceno 1998-2001
- Giancarlo Rovati 2001-2007
- Marco Revelli 2007-2010 (triennio in corso)

### Componenti in carica nel 2009
- Enrica Amaturo Università di Napoli “Federico II”
- Marco Rossi Doria, Coordinatore pedagogico, Ministero Pubblica Istruzione
- Elena Granaglia, Università della Calabria
- Francesco Marsico, Caritas italiana
- Nicola Negri, Università di Torino
- Giovanni Battista Sgritta, Università di Roma “La Sapienza”